# كولومبيا (وحدة قيادة)
وحدة القيادة كولومبيا (بالإنجليزية: Command module Columbia)‏ اختصارًا (CM-107) هي المركبة الفضائية التي عملت كوحدة قيادة خلال رحلة أبولو 11، والتي كانت أول مهمة لهبوط البشر على القمر. وهي المركبة الفضائية الوحيدة في مهمة أبولو 11 التي عادت إلى الأرض.
طَرح اسم كولومبيا لأول مرة على مايكل كولينز جوليان شير، مساعد مدير ناسا للشؤون العامة خلال برنامج أبولو. ذكر شير الاسم، خلال مكالمة هاتفية عابرًا، قائلاً "بعضنا هنا كان يتجول في كولومبيا. اعتقد كولينز في البداية أنه ربما يجد اسمًا أفضل، إلا أنه لم يستطع التفكير في بديل أفضل من المقترح، ولم يكن لدى زملائه بز ألدرن ونيل أرمسترونغ أي اعتراض. تأثر كولينز أيضًا بقبول الاسم بسبب تشابهه مع كولومبياد، وهو اسم بندقية الفضاء في رواية الخيال العلمي من الأرض إلى القمر لجول فيرن عام 1865.
بعد المهمة وبعد جولة في المدن الأمريكية، سُلّمت كولومبيا إلى مؤسسة سميثسونيان في عام 1971. وصُنّفت على أنها "مَعلم في الرحلة" وعُرضت بشكل بارز في متحف الطيران والفضاء الوطني في واشنطن العاصمة، إلى جانب طائرة رايت فلاير عام 1903.
في يوليو 2016، أطلقت مؤسسة سميثسونيان مسحًا ثلاثي الأبعاد لكولومبيا أنتجه مكتب برنامج الرقمنة التابع لمؤسسة سميثسونيان. خلال عملية المسح، عُثر على عدد من الأماكن التي كتب فيها رواد الفضاء على جدران الكبسولة. تضمنت هذه الرسائل تقويمًا وتحذيرًا من فضلات كريهة الرائحة على إحدى الخزانات.
سافرت المركبة الفضائية في جميع أنحاء البلاد في جولة إلى المتاحف في هيوستن، وسانت لويس، وبيتسبرغ، وسياتل، وسينسيناتي، وذلك احتفالًا بالذكرى الخمسين لهبوط أبولو 11.